# حميد سكيف
محمد بن مبخوت ويشتهر حميد سكيف (مواليد 21 مارس 1951 في وهران، الجزائر) هو كاتب وشاعر وصحفي جزائري راحل.

## حياته المهنية
بدأ عمله الصحفي في «لا ريبوبليك» بوهران، وانتقل بعد تعريبها لمجلة ''الثورة الإفريقية''، والديوان الوطني للصناعة السينمائية، ومن ثم انضمّ إلى وكالة الأنباء الجزائرية عام 1975، وبقي فيها خمسة عشر عامًا حتى بداية التسعينيات، ثم هاجر إلى ألمانيا بعد محاولة اغتياله وسط أحداث العشرية السوداء في الجزائر، وأصدر هناك دواوينه الشعرية وعدد من الروايات الساخرة.
نشر الشاعر الجزائري جان سيناك نصوص سكيف ضمن أنطولوجيا الشعر الشبابي الجزائري المكتوب بالفرنسية عام 1971.

## مؤلفاته
- «قصائد الأصنام وأماكن أخرى» (ديوان شعري)، 1986[6][7]
- «قصائد الوداع» (ديوان شعري)، 1997
- «سيدي الرئيس» (رواية)، 2002[8]
- «جغرافيا الخوف» أو «جغرافيا الخطر» (رواية)، 2006[9]
- «منفيو الصباح»، 2006

## جوائز
- جائزة أدب المنفى، ألمانيا، عن رسالته الروائية ''سيادة الرئيس"، 2005[5][5]
- «جائزة جمعية الكتاب الناطقين باللغة الفرنسية»، 2007[5]
- «جائزة الرواية الفرنكوفونية»، 2007[5]

## وفاته
توفي عام 2011 بعمر 59 عامًا في هامبورغ، ألمانيا نتيجة مرض عضال، ودفن بمسقط رأسه بمقبرة الدار البيضاء بوهران. وقد رثته وزيرة الثقافة الجزائرية خليدة تومي واصفة إياه بالشاعر المتجذر في الثقافة الشعبية والمعلم المتشبع بالأدب الكلاسيكي.